# Търново (община Крива паланка)
Вижте пояснителната страница за други значения на Търново.
Търново (на македонска литературна норма: Трново) е село в Северна Македония, в община Крива паланка.

## География
Селото е разположено в областта Славище по течението на река Добровница, северно от общинския център Крива паланка.

## История
Църквата „Свети Никола“ е средновековна, построена през 1505 или 1605 година.
В края на XIX век Търново е българско село в Кривопаланска каза на Османската империя. Според статистиката на Васил Кънчов („Македония. Етнография и статистика“) от 1900 година Търново е населявано от 940 жители българи християни и 20 цигани.
Цялото християнско население на селото е под върховенството на Българската екзархия. По данни на секретаря на екзархията Димитър Мишев („La Macédoine et sa Population Chrétienne“) в 1905 година в Търново има 1080 българи екзархисти и в селото функционира българско училище.
При избухването на Балканската война в 1912 година 12 души от селото са доброволци в Македоно-одринското опълчение.
През 1922-1923 година в селото е открита поща, която функционира до 6 април 1941 година.
Според преброяването от 2002 година селото има 153 жители, всички северномакедонци.

## Личности
Родени в Търново
- Георги Велинов Алексов, македоно-одрински опълченец, 18-годишен, работник, ІІ отделение, 2 рота на 2 скопска дружина, ранен на 18 юни 1913, носител на орден „За храброст“ IV степен[8]
- Давитко Павлов, български революционер от ВМОРО, селски войвода през Илинденското въстание
- Никола Станков (1884 – след 1950), български революционер от ВМОРО[9]
- Иван Павлов, български общественик, деец на МПО Правда, Торонто и на македоно-българската църковна община там, брат на Давитко Павлов[10]
- Иван Орачот, български революционер от ВМОРО, задграничен куриер.[11]
- Славе Златков Боцев (1882 – след 1950), български революционер от ВМОРО[12]
- Стоимен Илиев (? – 1942), български революционер от ВМОРО
- Стоймен Михайловски (1941 – 2020), северномакедонски юрист
- Цоне Милков, български революционер от ВМОРО, четник на Петко Стефанов в 1915 година[13]

Починали в Търново
- Димитър Монов, български военен деец, поручик, загинал през Междусъюзническа война[14]
- Константин Георгиев Апостолов, български военен деец, майор, загинал през Междусъюзническа война[15]